# Inoslav Krnić
Inoslav Krnić (14. siječnja 1979.), hrvatski je odbojkaš. Pozicija mu je tehničar. 
Igrao je za Noliko Maaseik iz Belgije 1999. – 2001., Erdemirspor Eregli 2001. – 2002., Dinamo iz Moskve 2002. – 2003., Halkbank iz Ankare 2003. – 2005.,Unicaja Almeria 2005-2006, TLM Tourcoing 2006. – 2007., Galatasaray 2007. – 2009., Budvansku rivijeru 2009./2010., Beauvais Oise 2010- 2011, Mladost Marinu 2012. godine, Levski Sofija 2013-2014.
Igrao je za hrvatsku reprezentaciju na europskom prvenstvu 2005. i 2007. godine, svjetskom prvenstvu 2002, Europsku ligu 2004., 2008. i 2012. europske kvalifikacije za OI, 2011. Europsku ligu CEV, 